# Friedrich Alexander von Bernewitz
Friedrich Alexander Freiherr von Bernewitz (* 17. August 1840 in Zwickau; † 4. Juni 1918 in Dresden) war ein deutscher Jurist und höherer sächsischer Staatsbeamter. Er war u. a. als Amtshauptmann tätig.

## Leben und Wirken
Er stammte aus dem in den Freiherrenstand erhobenen Adelsgeschlecht Bernewitz und war der Sohn von Friedrich Alexander Freiherr von Bernewitz und dessen Ehefrau Henriette Auguste Wilhelmine von Brocke. Nach Schulbesuch und Studium der Rechtswissenschaft mit Promotion zum Dr. jur. schlug er eine Verwaltungslaufbahn. Er war zunächst Polizeireferendar und stieg zum Oberregierungsrat auf. In der Amtshauptmannschaft Annaberg wurde er 1876 als Amtshauptmann eingesetzt. 1884 wurde der Jurist Eduard Wilhelm Alfred von Mayer sein Nachfolger als Amtshauptmann. Bernewitz zog nach Dresden, wo er 1918 starb.